# Palanquin

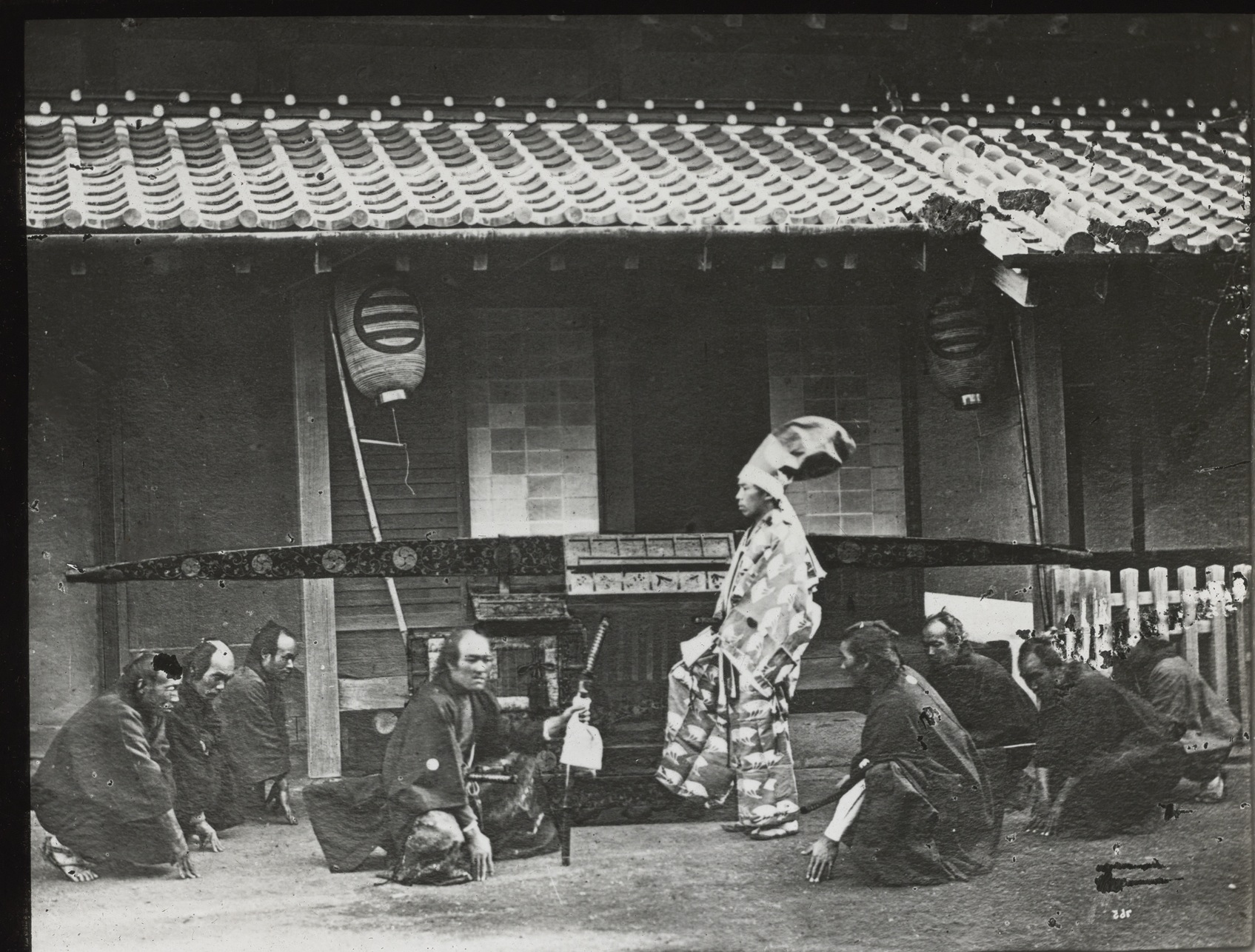
Seigneur japonais montant dans son norimono, l'équivalent japonais d'un palanquin.

Un palanquin est une sorte de chaise, ou de litière, portée par des hommes ou par des animaux et dont les personnes importantes se servent, dans une grande partie de l'Asie, pour se faire transporter d’un lieu à un autre. Présent en Inde et en Chine depuis quelque deux mille ans, le palanquin se rencontre également au Japon, en Corée et au Ghana. À la différence de la chaise à porteurs européenne, le palanquin est parfois porté par un grand nombre de porteurs, marquant ainsi le statut de son occupant. 
Une variété de palanquin peut parfois être installée sur le dos d'animaux comme le dromadaire ou l'éléphant. On parle alors de howdah.
Au Maroc, une version revisitée communément appelée « parlequin » fait office de palanquin pour les mariés.

## Histoire

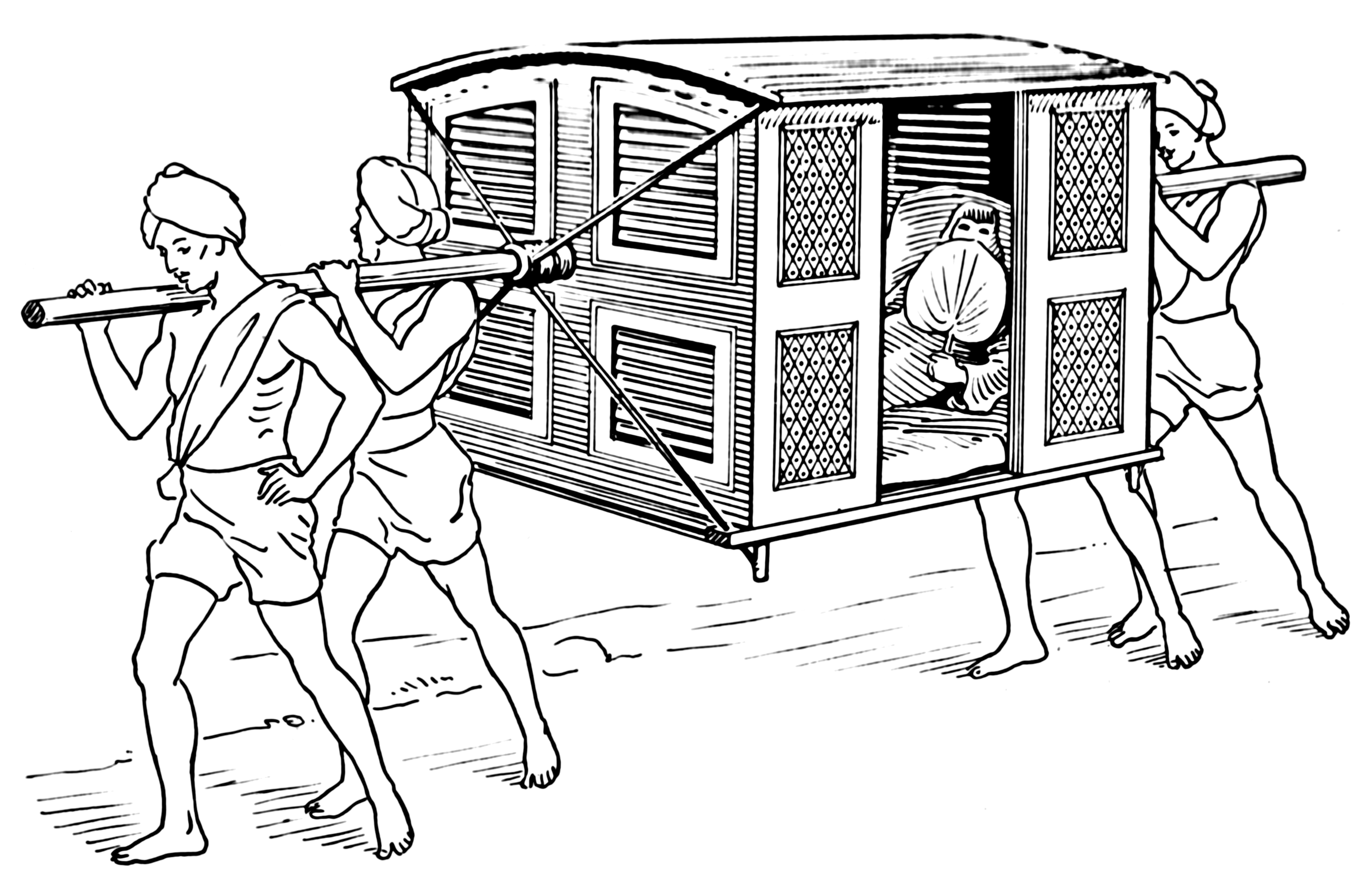
Un exemple de palanquin.

Le mot palanquin vient du tamoul pallakku et du telugu pallaki, qui désigne une couche où dormir. L'utilisation de palanquins est mentionnée dans des textes aussi anciens que le Rāmāyana, qui date de 250 av. J.-C.
Les palanquins existent également en Chine, dès la dynastie des Han, il y a deux mille ans.
Aux XVIIe et XVIIIe siècles, ils connurent un engouement de la part des commerçants européens au Bengale, à tel point qu'il fallut interdire leur achat par les employés mal classés.
Les jésuites en mission en Inde aux XVIe et XVIIe siècles évoquent les palanquins, et notamment l’un d’entre eux, Jeronimo Lobo, qui indique dans sa relation de voyage écrite en 1678, que le vice-roi des Indes en interdit l’utilisation en 1629 pour que les hommes n’en deviennent pas efféminés. En effet, il considère que se faire transporter sur les épaules ou les bras d’un autre homme incitait à une dérive des mœurs.[réf. nécessaire]
Le palanquin fut également d'usage courant à l'île Maurice et à La Réunion avant l'abolition de l'esclavage en 1848. Étienne Claude Chevreau, intendant de l'Ile de France entre 1781 et 1785, possédait un grand palanquin qui devait être porté par 16 esclaves[réf. nécessaire]. Parfois appelé manchy, il servait notamment au transport des gens de bonne famille dans les Hauts, en direction des stations thermales de Mafate ou Cilaos, par exemple.
En Extrême-Orient, l'usage des palanquins a commencé à reculer après l'introduction des rickshaws dans les années 1930.

## En Inde
Le doli (transcrit de l'hindi sous la forme dhooly ou dhoolie) est une sorte de plate-forme ou de lit, suspendu par les quatre coins à une perche de bambou. Deux ou quatre hommes la portent. Pendant le British Radj, l'Empire britannique en Inde, des porteurs de doli étaient utilisés pour évacuer les blessés du champ de bataille et les emmener. 
De nos jours, il est possible de louer des palanquins dans de nombreuses régions de l'Inde, pour transporter les clients en haut de collines abruptes ; ceci est ainsi le cas pour le pèlerinage hindouiste d'Amarnath, au Cachemire.

## En Chine
Sous la dynastie des Han, l'élite voyageait dans de légers sièges de bambou, attachés sur le dos d'un porteur comme un sac à dos. Sous la dynastie des Wei du Nord puis la dynastie des Song, des sièges de bois suspendus à des perches apparaissent, que l'on voit sur les rouleaux de peintures de paysage. 
De telles litières de bois ou de bambou, utilisées parmi les gens du commun par les femmes ou les personnes âgées, étaient appelées mínjiào (民轎,  « chaise à porteurs du peuple ») ; les mandarins, eux, avaient recours à  un  guānjiào officiel (官轎,  « chaise à porteurs de mandarin »), fermé de rideaux de soie, jiào (轎) étant le terme général pour désigner une chaise à porteurs. 
La chaise à porteurs qui avait peut-être le plus d'importance était la chaise de mariage : la mariée était traditionnellement portée à sa cérémonie de mariage au moyen d'un « portage d'épaule », ou jianyu, généralement loué. Les jianyu étaient laqués de rouge, la couleur propice, richement décorés et dorés, et étaient équipés de rideaux de soie rouges, destinés à protéger la jeune épousée de la vue des passants.  
Posséder son propre palanquin était un attribut important du statut social. Le statut des hauts personnages était dénoté par le nombre de porteurs qui portaient son palanquin. Ce nombre pouvait aller dans certains cas jusqu'à 40, voire 64 porteurs.
À Hong Kong, les chaises à porteurs furent au XIXe siècle, à une certaine époque, le seul moyen de transport public, jouant le rôle tenu aujourd'hui par les taxis. On trouvait des stations de chaises à porteurs à chaque hôtel, sur les quais, ainsi qu'aux principales intersections. Les chaises à porteurs publiques faisaient l'objet d'une licence, et faisaient l'objet d'une tarification affichée à l'intérieur. 
Avant que le Peak Tram, le funiculaire de Hong Kong, ne soit mis en service en 1888, les riches résidents de Victoria Peak étaient portés par des coolies dans des chaises à porteurs pour gravir la pente raide jusqu'à leur résidence. Depuis 1975, une course annuelle de chaises à porteurs se déroule à Hong Kong au bénéfice de l'Hôpital Matilda, pour commémorer les temps anciens.

## Au Japon

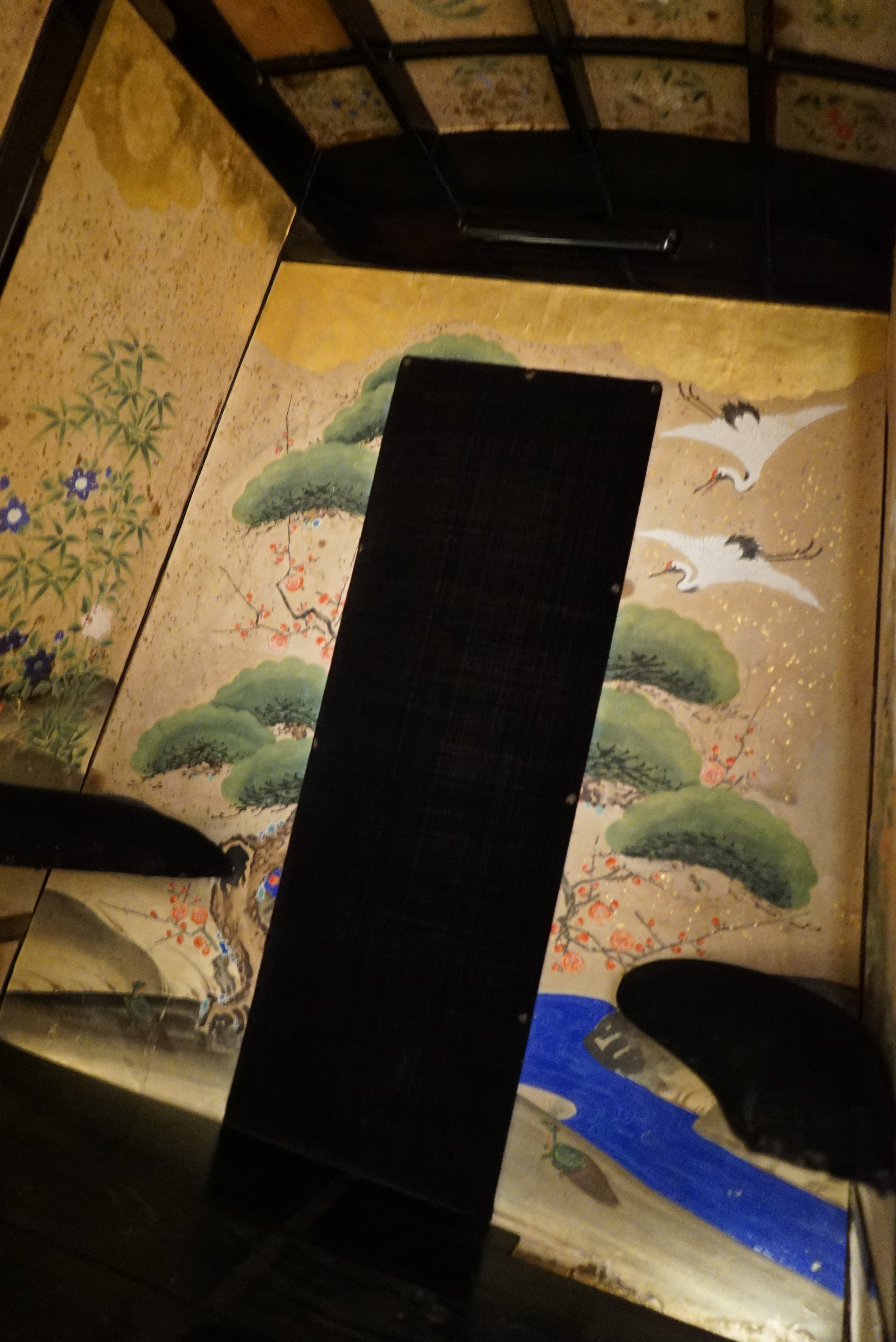
Intérieur d'un luxueux onna norimono, palanquin de mariage avec un décor intérieur.

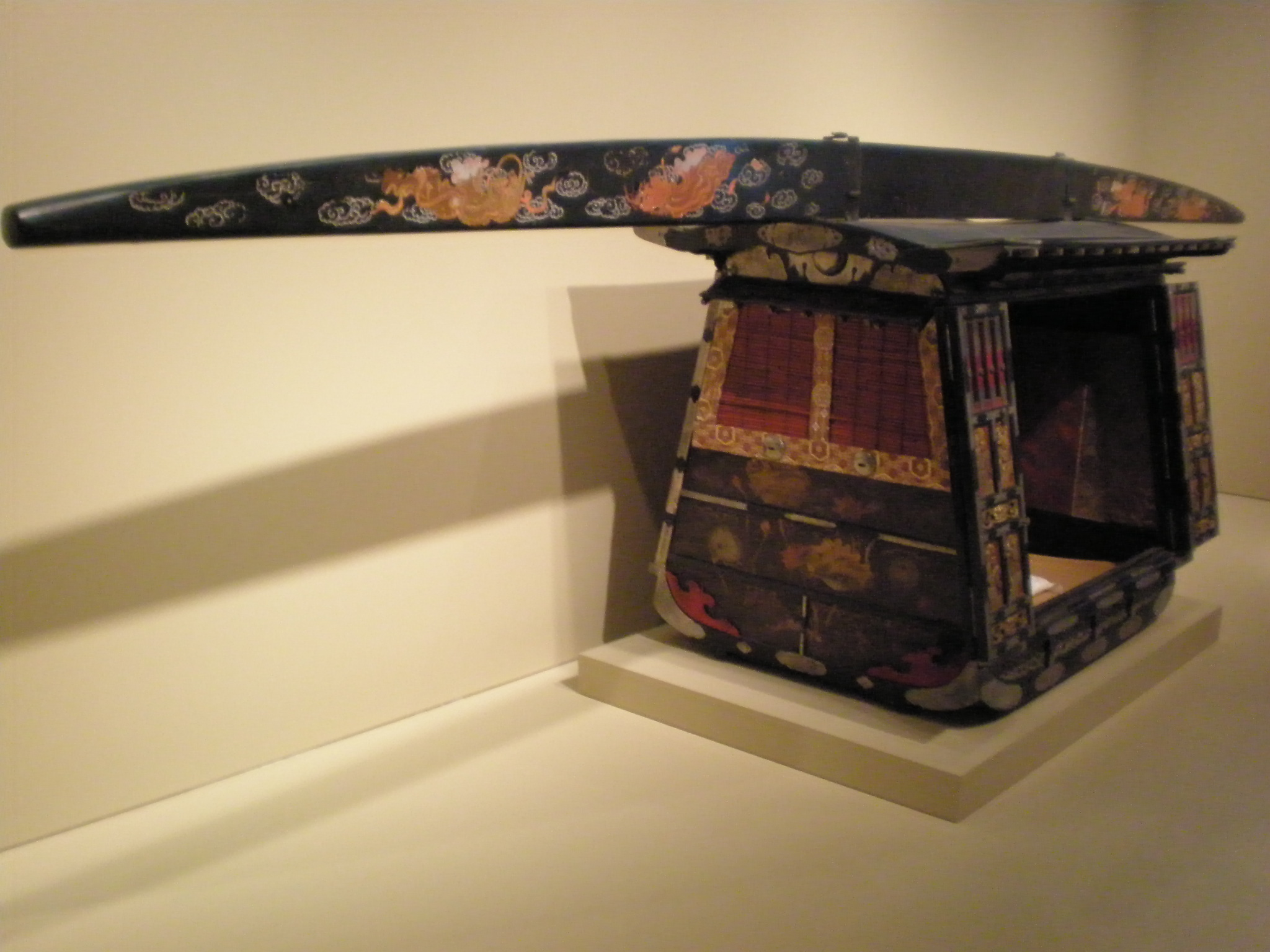
Vue générale d'un autre norimono, mettant en évidence l'importance de la poutre dans le statut du norimono.

Le norimono est la version japonaise du palanquin. Utilisé par les personnages importants et riches, tel que les daimyō, il fut en usage au Japon pendant l'ère Edo.
Les norimono pouvaient être très richement décorés. Les gens aisés, mais ne pouvant malgré tout accéder au coûteux norimono, utilisaient un kago, sorte de logette de bambou tressé, qui était en quelque sorte un palanquin réduit à sa plus simple expression. Sur des chemins difficiles, le kago présentait l'avantage d'être beaucoup plus léger et plus maniable. 
Si les plus beaux norimono se distinguent très facilement d'un kago, il existe cependant de nombreuses variétés intermédiaires. Cependant, un norimono se distinguait toujours par sa poutre porteuse, toujours de section carrée, et creuse, car formée en fait de quatre fines planches. Il y avait deux raisons à cela :
- d'une part, la structure creuse de la poutre permettait de la rendre beaucoup plus légère qu'il n'y paraissait ;
- d'autre part, la hauteur de cette poutre indiquait le rang de son occupant. Il était donc important que la qualité de l'occupant et la hauteur de la poutre soient en accord, sous peine de se retrouver en infraction avec la loi régissant la hauteur des poutres de norimono. Il faut noter cependant que cette loi sur la hauteur des poutres ne s'appliquait qu'aux hommes, et que les femmes étaient donc libres d'adopter la hauteur de poutre qu'elles désiraient[3].

Un norimono de qualité était généralement construit en bois, et non en bambou tressé, et était entièrement fermé, comportant des portes dont les ouvertures étroites laissaient filtrer la lumière et permettait à l'occupant de distinguer les lieux qu'il traversait, sans qu'aucun regard indiscret ne puisse se glisser à l'intérieur.
Selon le rang et les moyens de son occupant, un norimono pouvait faire appel à deux, quatre ou huit porteurs, voire plus.

## En Corée

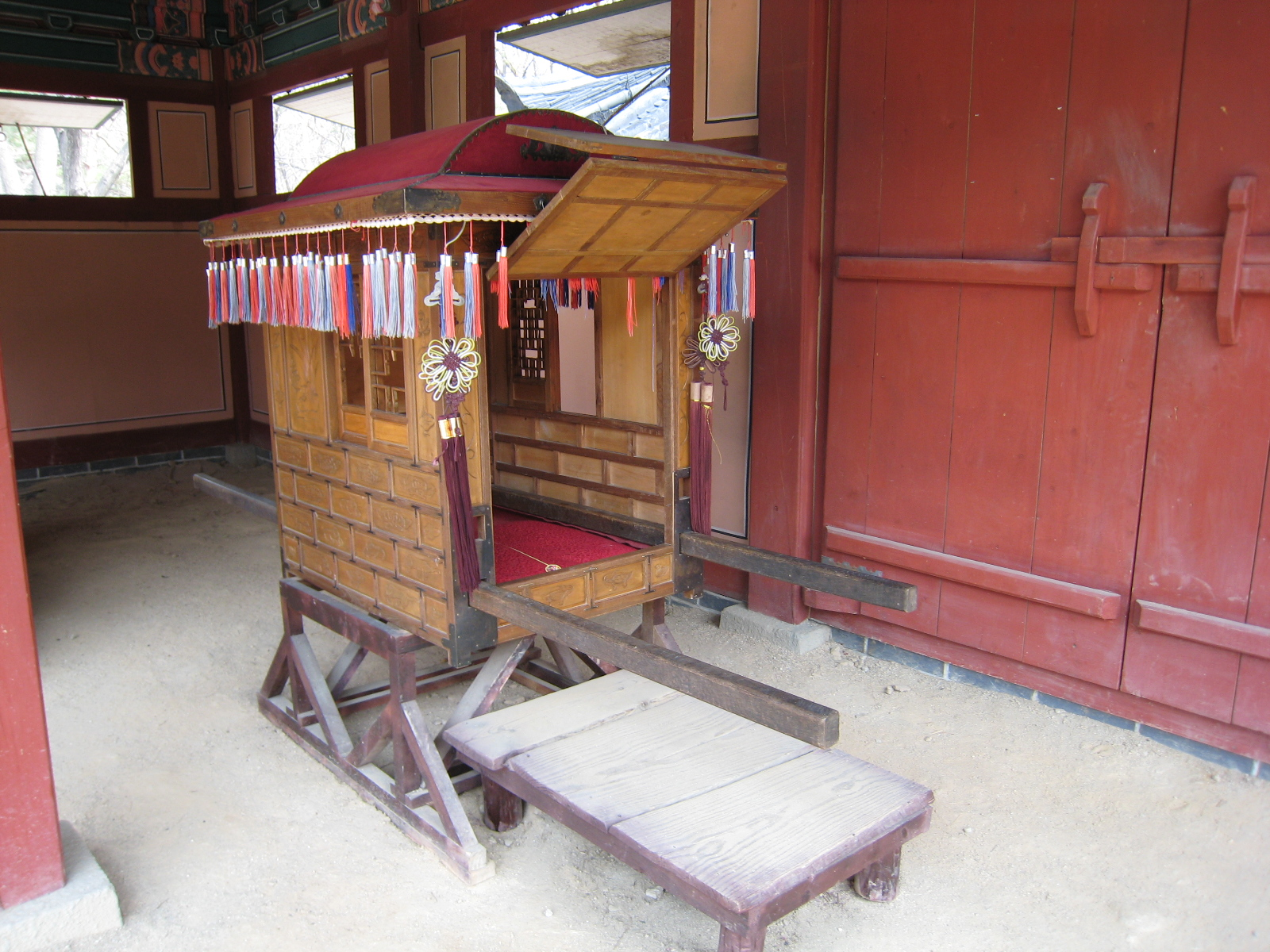
Gama coréen.

En Corée, la famille royale et l'aristocratie se déplacent dans des palanquins très ornés appelés gama. Il existait six types de gama, correspondant chacun à un « grade » différent dans l'administration.
Lors des mariages traditionnels, les fiancés se rendaient à la cérémonie chacun de son côté, dans des gama différents. À cause des difficultés présentées par le caractère montagneux de la péninsule coréenne, ainsi que de l'absence de routes pavées, les gama étaient préférés aux véhicules à roues.

## En Afrique

### Au Ghana
Au Ghana les rois Akan et Ga utilisent des palanquins à l’occasion de leurs grandes fêtes publiques. Au lieu des palanquins simples les rois (mantsemei) Ga dans la région d’Accra utilisent aussi des palanquins figuratifs et personnalisés qui sont liés au symbole de famille ou au totem des rois concernés. Des palanquins figuratifs se sont développés les cercueils figuratifs qui sont aujourd'hui très populaires chez les Ga et bien connus au marché d'art à l'étranger.

### A Madagascar
L'absence totale de chemins carrossables jusqu'à la fin du XIXe siècle permet au filanjana, le plus souvent une simple chaise à porteurs ou filanzane , de perdurer jusque vers 1930. Leurs utilisateurs étaient les nobles indigènes et les colons.